# Distrito de Acomayo
El distrito de Acomayo es uno de los siete distritos de la provincia de Acomayo, ubicada en el departamento de Cuzco,  bajo la administración el Gobierno regional del Cuzco.
La provincia de Acomayo desde el punto de vista de la jerarquía eclesiástica está comprendida en la Arquidiócesis del Cusco.

## Historia
Oficialmente, el distrito de Acomayo fue creado el 21 de junio de 1825 mediante Decreto del Libertador Simón Bolívar.
El significado de Acomayo es Rio de Arena.

## Geografía
La capital es el poblado de Acomayo, situado a 3 221 m s. n. m.

## Autoridades

### Municipales
- 2019-2022[2]
  - Alcalde: Alejandro Pumachapi Sutta, de Democracia Directa.
  - Regidores:

  1. Ciro Pastor Salcedo (Democracia Directa)
  2. Binolia Ruth Huanca Ramos (Democracia Directa)
  3. Juan Victor Mayta Dueñas (Democracia Directa)
  4. Juan Cañari Condori (Democracia Directa)
  5. Elida Eutropia Ccahuaya Puma (Democracia directa)
  6. Juan Márquez Ramos (Restauración Nacional)
  7. Alejo Teodosio Mamani Roque (Partido Democrático Somos Perú)

### Religiosas
- Decano: Pbro. David Yshuc Pure.

### Policiales
- Comisario:

## Festividades
- Carnavales.
- Virgen de Ninabamaba.